# Danny Grant
Daniel Frederick "Danny" Grant, född 21 februari 1946, död 14 oktober 2019, var en kanadensisk professionell ishockeyforward och ishockeytränare. Han tillbringade 13 säsonger i den nordamerikanska ishockeyligan National Hockey League (NHL), där han spelade för ishockeyorganisationerna Montreal Canadiens, Minnesota North Stars, Detroit Red Wings och Los Angeles Kings. Roberts producerade 535 poäng (263 mål och 272 assists) samt drog på sig 239 1 utvisningsminuter på 736 grundspelsmatcher. Han spelade också för As de Québec och Fredericton Express i American Hockey League (AHL); Houston Apollos i Central Professional Hockey League (CPHL) samt Peterborough T.P.T's i OHA-Jr.
Grant vann en Stanley Cup-titel med Montreal Canadiens för säsongen 1967–1968, han spelade dock en match för säsongen 1965–1966 när de också vann. Han vann också en Calder Memorial Trophy för säsongen 1968–1969 som årets rookie.
Efter den aktiva spelarkarriären arbetade han bland annat som tränare för Halifax Mooseheads i Ligue de hockey junior majeur du Québec (LHJMQ) och ishockeylaget för universitetet University of New Brunswick på 1990-talet.
Den 14 oktober 2019 avled Grant av cancer.

## Statistik
NBAHA = New Brunswick Amateur Hockey Association | YCLA = York County Hockey League
| Källa: Utv = Utvisningsminuter | Källa: Utv = Utvisningsminuter | Källa: Utv = Utvisningsminuter |             | Grundserie  | Grundserie  | Grundserie  | Grundserie  | Grundserie  |             | Slutspel    | Slutspel    | Slutspel    | Slutspel    | Slutspel    |
| Säsong                         | Lag                            | Liga                           | Matcher     | Mål         | Assist      | Poäng       | Utv         | Matcher     | Mål         | Assist      | Poäng       | Utv         |             |             |
| ------------------------------ | ------------------------------ | ------------------------------ | ----------- | ----------- | ----------- | ----------- | ----------- | ----------- | ----------- | ----------- | ----------- | ----------- | ----------- | ----------- |
| 1959–1960                      | Barkers Point Aces             | NBAHA                          | 6           | 23          | 3           | 26          | 0           | —           | —           | —           | —           | —           |             |             |
| 1960–1961                      | Fredericton Bears              | NBAHA                          | 10          | 17          | 10          | 27          | 4           | —           | —           | —           | —           | —           |             |             |
| 1961–1962                      | Fredericton Canadiens          | YCHL                           | 13          | 12          | 2           | 14          | —           | 2           | 4           | 1           | 5           | 0           |             |             |
| 1962–1963                      | Peterborough T.P.T's           | OHA-Jr.                        | 50          | 12          | 9           | 21          | 8           | 6           | 0           | 1           | 1           | 0           |             |             |
| 1963–1964                      | Peterborough T.P.T's           | OHA-Jr.                        | 44          | 18          | 21          | 39          | 20          | 5           | 2           | 2           | 4           | 4           |             |             |
| 1964–1965                      | Peterborough T.P.T's           | OHA-Jr.                        | 56          | 47          | 59          | 106         | 23          | 12          | 7           | 7           | 14          | 4           |             |             |
|                                | As de Québec                   | AHL                            | 1           | 0           | 1           | 1           | 0           | —           | —           | —           | —           | —           |             |             |
| 1965–1966                      | Montreal Canadiens             | NHL                            | 1           | 0           | 0           | 0           | 0           | —           | —           | —           | —           | —           |             |             |
|                                | Peterborough T.P.T's           | OHA-Jr.                        | 48          | 44          | 52          | 96          | 34          | 4           | 2           | 5           | 7           | 10          |             |             |
| 1966–1967                      | Houston Apollos                | CPHL                           | 64          | 22          | 28          | 50          | 29          | 6           | 4           | 4           | 8           | 2           |             |             |
| 1967–1968                      | Montreal Canadiens             | NHL                            | 22          | 3           | 4           | 7           | 10          | 10          | 0           | 3           | 3           | 5           |             |             |
|                                | Houston Apollos                | CPHL                           | 19          | 14          | 8           | 22          | 6           | —           | —           | —           | —           | —           |             |             |
| 1968–1969                      | Minnesota North Stars          | NHL                            | 75          | 34          | 31          | 65          | 46          | —           | —           | —           | —           | —           |             |             |
| 1969–1970                      | Minnesota North Stars          | NHL                            | 76          | 29          | 28          | 57          | 23          | 6           | 0           | 2           | 2           | 4           |             |             |
| 1970–1971                      | Minnesota North Stars          | NHL                            | 78          | 34          | 23          | 57          | 46          | 12          | 5           | 5           | 10          | 8           |             |             |
| 1971–1972                      | Minnesota North Stars          | NHL                            | 78          | 18          | 25          | 43          | 18          | 7           | 2           | 1           | 3           | 0           |             |             |
| 1972-1973                      | Minnesota North Stars          | NHL                            | 78          | 32          | 35          | 67          | 12          | 6           | 3           | 1           | 4           | 0           |             |             |
| 1973–1974                      | Minnesota North Stars          | NHL                            | 78          | 29          | 35          | 64          | 16          | —           | —           | —           | —           | —           |             |             |
| 1974–1975                      | Detroit Red Wings              | NHL                            | 80          | 50          | 36          | 86          | 28          | —           | —           | —           | —           | —           |             |             |
| 1975-1976                      | Detroit Red Wings              | NHL                            | 39          | 10          | 13          | 23          | 20          | —           | —           | —           | —           | —           |             |             |
| 1976-1977                      | Detroit Red Wings              | NHL                            | 42          | 2           | 10          | 12          | 4           | —           | —           | —           | —           | —           |             |             |
| 1977–1978                      | Detroit Red Wings              | NHL                            | 13          | 2           | 2           | 4           | 6           | —           | —           | —           | —           | —           |             |             |
|                                | Los Angeles Kings              | NHL                            | 41          | 10          | 19          | 29          | 2           | 2           | 0           | 2           | 2           | 2           |             |             |
| 1978–1979                      | Los Angeles Kings              | NHL                            | 35          | 10          | 11          | 21          | 8           | —           | —           | —           | —           | —           |             |             |
| 1979–1981                      | Spelade ej.                    | Spelade ej.                    | Spelade ej. | Spelade ej. | Spelade ej. | Spelade ej. | Spelade ej. | Spelade ej. | Spelade ej. | Spelade ej. | Spelade ej. | Spelade ej. | Spelade ej. | Spelade ej. |
| 1981–1982                      | Fredericton Express            | AHL                            | 18          | 2           | 7           | 9           | 4           | —           | —           | —           | —           | —           |             |             |
| NHL totalt                     | NHL totalt                     | NHL totalt                     | 736         | 263         | 272         | 535         | 239         | 43          | 10          | 14          | 24          | 19          |             |             |
| AHL totalt                     | AHL totalt                     | AHL totalt                     | 19          | 2           | 8           | 10          | 4           | —           | —           | —           | —           | —           |             |             |
| CPHL totalt                    | CPHL totalt                    | CPHL totalt                    | 83          | 36          | 36          | 72          | 35          | 6           | 4           | 4           | 8           | 2           |             |             |
| OHA-Jr. totalt                 | OHA-Jr. totalt                 | OHA-Jr. totalt                 | 198         | 121         | 141         | 262         | 85          | 27          | 11          | 15          | 26          | 18          |             |             |